# Folioceros verruculosus
Folioceros verruculosus là một loài rêu trong họ Anthocerotaceae. Loài này được J. Haseg. R.L. Zhu & M.J. Lai mô tả khoa học đầu tiên năm 2011.